# Wiktor Michailowitsch Simin

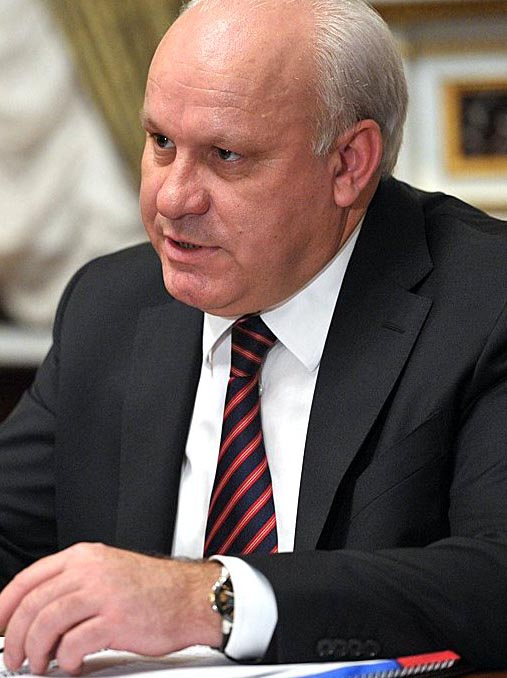
Wiktor Simin (2013)

Wiktor Michailowitsch Simin (* 23. August 1962 auf dem Bauernhof Dissos, Rajon Krasnoturansk, Region Krasnojarsk, Russische SFSR, Sowjetunion; † 23. November 2020 in Moskau) war ein russischer Politiker (Einiges Russland) und Vorsitzender der Regierung der Teilrepublik Chakassien sowie Abgeordneter der Staatsduma.

## Leben
Der Sohn eines Russen und einer Russlanddeutschen besuchte die Schule im Dorf Katanow (Rajon Askis, Chakassische Autonome Oblast, Region Krasnojarsk). 1982 schloss er eine Ausbildung an einer landwirtschaftlichen Fachschule ab und leistete danach seinen Wehrdienst in der Sowjetarmee.
Später war Simin bei der Krasnojarsker Filiale der Sowjetischen Eisenbahn und nach dem Zerfall der Sowjetunion der Krasnojarsker Eisenbahn tätig.
Simin starb an einer durch COVID-19 verursachten Lungenentzündung in einem Militärkrankenhaus in Moskau.

## Politische Tätigkeit
Bei den Parlamentswahlen am 2. Dezember 2007 wurde Simin über die Liste der Partei Einiges Russland in die Staatsduma gewählt.
Am 8. Dezember 2008 wurde er durch Staatspräsident Dmitri Medwedew als Vorsitzender der Regierung (d. h. Präsident) der Republik Chakassien nominiert. Der Oberste Rat der Republik Chakassiens stimmte der Nominierung am 10. Dezember 2008 zu. Bei der Wahl 2018 trat er nach dem ersten Wahlgang, der ihm nicht die erhoffte Mehrheit gebracht hatte, von seiner Kandidatur zurück. Sein Herausforderer Valentin Konovalov der Kommunistischen Partei wurde daraufhin im zweiten Wahlgang zum Vorsitzenden der Regierung in der Teilrepublik gewählt.
Wiktor Simin war Vorsitzender der chakassischen Sektion der Partei Einiges Russland.